# Метох (Полигирос)
Метох (грч. Μετόχι, Метохи) је насељено место у општини Полигирос у периферији Средишња Македонија, Грчка. Према попису из 2021. године било је 97 становника.
Насеље је подигнуто седамдесетих година 20. века на некадашњем манастирском метоху. Први пут се помиње на попису из 1981. године са 31 становником.